# 난스구

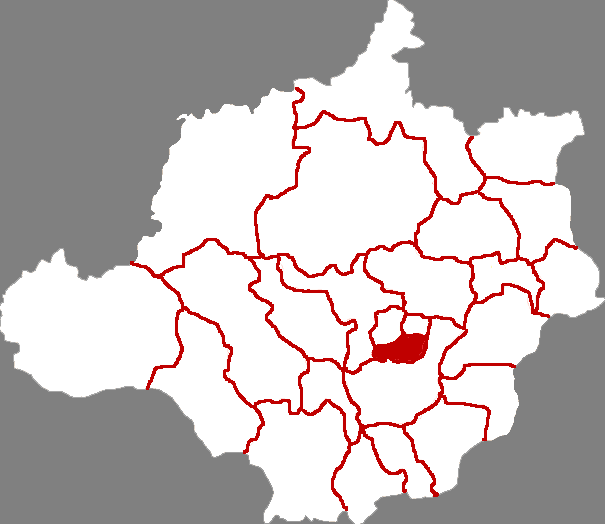
위치

난시구(한국어: 남시구, 중국어: 南市区, 병음: Nánshì Qū)는 중화인민공화국 허베이성 바오딩시의 행정구역이다. 면적은 43 km2이고, 인구는 2007년 기준으로 280,000명이다.

## 행정 구역
5개 가도, 4개 향을 관할한다.
- 가도: 联盟办事处, 红星办事处, 裕华办事处, 永华路街道, 南关办事处.
- 향: 南大园乡, 焦庄乡, 杨庄乡, 五尧乡.